# Мадейрская качурка
Мадейрская качурка (лат. Hydrobates castro) — вид морских птиц из семейства качурок.

## Описание
Длина тела 19-21 см, размах крыльев 43-46 см, масса 44-49 г. Окраска преимущественно буровато-чёрная с обширным белым надхвостьем. Вильчатым хвостом и длинными крыльями похожа на северную качурку, но у той хвост более вильчатый, белое надхвостье другой формы (V-образный или треугольный).

## Распространение
Вид гнездится на островах в более тёплых частях Атлантического и Тихого океанов. В Атлантике это Берленгаш (в нескольких десятках километров от материковой Португалии), Азорские острова, Мадейра, Канарские острова и остров Святой Елены, в Тихом океане — восточная Япония, Кауаи (Гавайи) и Галапагосские острова. В 2018 году сообщалось, что вид также начал гнездиться на вулкане Мауна-Лоа на острове Гавайи.

## Образ жизни
Птицы гнездятся колониями вблизи моря в расщелинах скал, и за одну попытку размножения самки откладывают одно яйцо белого цвета. Внегнездовой период проводит в море. В местах гнездования ведут строго ночной образ жизни, чтобы избежать хищничества чаек и дневных хищников, таких как сапсаны, и даже в ясные лунные ночи не выходит на сушу. Как и у большинства буревестников, способность к ходьбе ограничена короткими перебежками от норы к норе.

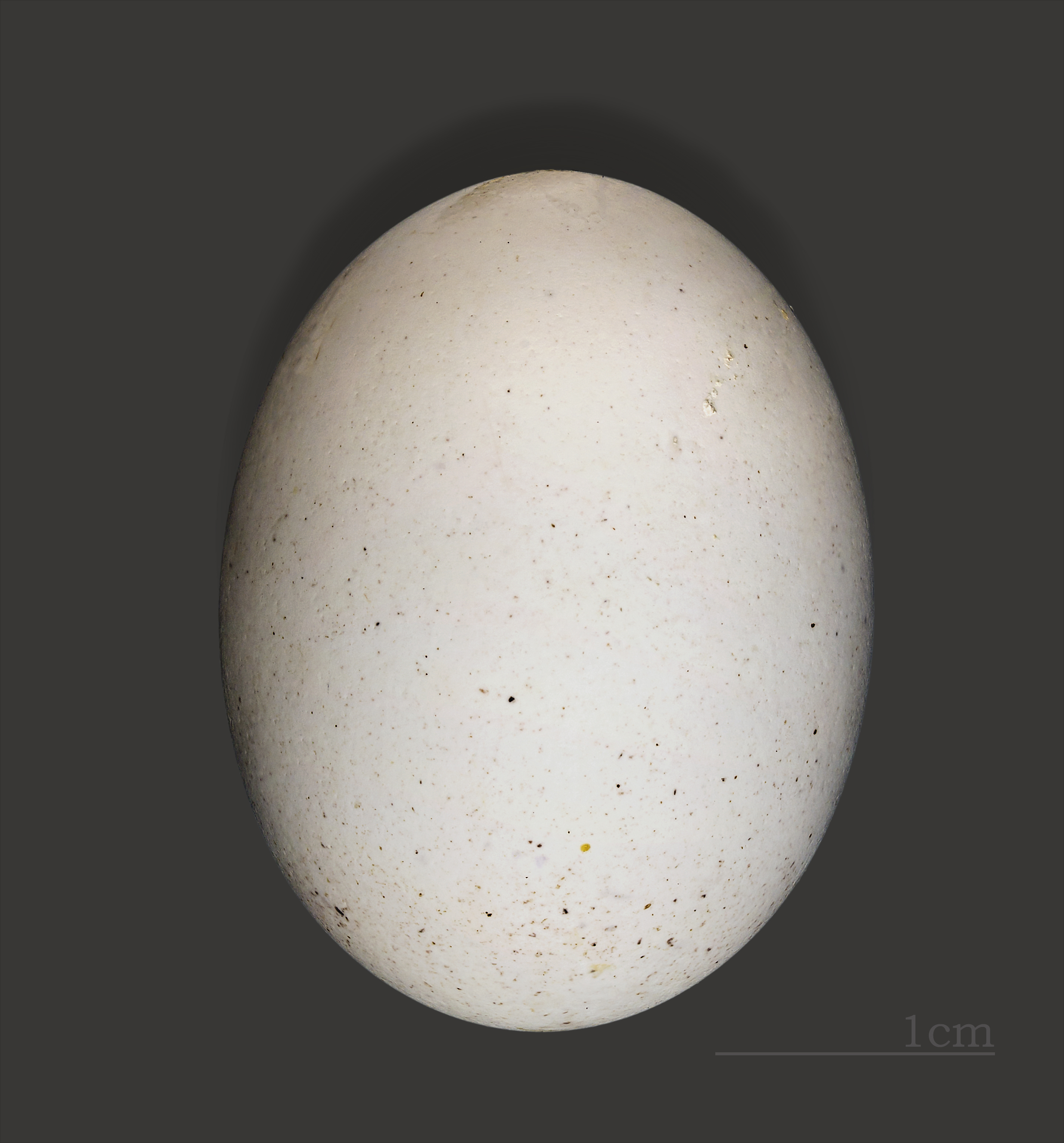
Яйцо

Питаются особи, подбирая с поверхности воды добычу (беспозвоночных, мелких позвоночных, а иногда и падаль).
Исследование, направленное на определение способностей этого вида к нырянию, было проведено на популяции «тёплого сезона» с Азорских островов, которая впоследствии была признана отдельным видом (см. ниже).

## Таксономия
Недавние открытия популяций «холодного сезона» и «тёплого сезона», использующих одни и те же гнездовые участки в разное время года, а также различающихся по вокализации и периоду линьки, могут намекать на существование двух «криптических видов» в пределах ныне известных границ вида. После проведения популяционно-генетического анализа митохондриальной ДНК популяция тёплого сезона на Азорских островах была признана отдельным видом — Hydrobates monteiroi.
Ранее он был определён в род Oceanodroma, после чего был синонимизирован с Hydrobates.